# ری لیوتا
ریموند آلن لیوتا (انگلیسی: Raymond Allen Liotta; ایتالیایی: [liˈɔtta]؛ ۱۸ دسامبر ۱۹۵۴ – ۲۶ مهٔ ۲۰۲۲) بازیگر آمریکایی بود. بیشتر شهرت وی بخاطر بازی در نقش هنری هیل در رفقای خوب، جو جکسون در سرزمین رؤیاها، کاپیتان مترز در پسر هیچ‌کس ستوان مت وزنیاک در سایه‌های آبی و صداپیشگی شخصیت تامی ورستی در اتومبیل‌دزدی بزرگ: وایس سیتی است.

## اوایل زندگی
ریموند آلن لیوتا در تاریخ ۱۸ دسامبر ۱۹۵۴ در نیوآرک، نیوجرسی، به دنیا آمد. او که در یک پرورشگاه رها شده بود، در سن شش ماهگی توسط شخصی بنام مری که مالک فروشگاه قطعات خودرو آلفرد لیوتا به فرزندی پذیرفت. مری از تبار اسکاتلندی بود. لیوتا یک خواهر به نام لیندا دارد که او نیز به فرزندی پذیرفته شده‌است. او گفته‌است که می‌دانست در کودکی به فرزندی پذیرفته شده‌است و گزارشی از آن را برای مهدکودک ارائه کرده‌است. او یک کارآگاه خصوصی را برای یافتن موقعیت مادر بیولوژیکی خود در سال ۲۰۰۰ استخدام کرد و متعاقباً ری لیوتا فهمید که او عمدتاً اسکاتلندی‌تبار است. او یک خواهر بیولوژیکی و یک برادر ناتنی بیولوژیکی دارد.

## درگذشت
لیوتا در ۲۶ مه ۲۰۲۲ (۵ خرداد ۱۴۰۱) در سن ۶۷ سالگی در جمهوری دومینیکن در حین فیلمبرداری فیلم جدیدش (آب‌های خطرناک) در خواب درگذشت. در زمان مرگ او با جیسی نیتولو نامزد بود.

## فیلم‌شناسی

### آثار برجسته بازیگری در سینما
- بانوی تنها (۱۹۸۳)
- چیزی وحشی (۱۹۸۶)
- دومینیک و یوجین (۱۹۸۸)
- سرزمین رؤیاها (۱۹۸۹)
- رفقای خوب (۱۹۹۰)
- ماده ۹۹ (۱۹۹۱)
- ورود غیرقانونی (۱۹۹۲)
- راه فراری نیست (۱۹۹۴)
- کورینا، کورینا (۱۹۹۴)
- عملیات نجات دامبو (۱۹۹۵)
- فراموش نشدنی (۱۹۹۶)
- آشفتگی (۱۹۹۷)
- سرزمین پلیس (۱۹۹۷)
- ققنوس (۱۹۹۸)
- همیشه برای من (۱۹۹۹)
- جهنم (۲۰۰۰)
- شایعه فرشتگان (۲۰۰۰)
- هانیبال (۲۰۰۱)
- دل‌شکن‌ها (۲۰۰۱)
- نارک (۲۰۰۲)
- هویت (۲۰۰۳)
- آخرین شلیک (۲۰۰۴)
- کنترل (۲۰۰۴)
- هفت‌تیر (۲۰۰۵)
- آهسته بسوز (۲۰۰۵)
- حتی پول (۲۰۰۶)
- رنگ محلی (۲۰۰۶)
- فصل بازگشت (۲۰۰۶)
- آس‌های دودی (۲۰۰۶)
- نزاع در سیاتل (۲۰۰۷)
- فیلم زنبور (۲۰۰۷) … صدا پیشه
- قهرمان تحت تعقیب (۲۰۰۸)
- آبی نیلگون (۲۰۰۸)
- عبور از مرز (۲۰۰۹)
- مشاهده و گزارش (۲۰۰۹)
- خط (فیلم ۲۰۰۹)
- اوضاع درهم خارج از زندان (۲۰۱۰)
- قتل‌های رودخانه (۲۰۱۱)
- پسر هیچ‌کس (۲۰۱۱)
- همه چیز از هم می‌پاشد (۲۰۱۱)
- سلاطین خیابان ۲ (۲۰۱۱)
- کشتار با لطافت (۲۰۱۲)
- آیسمن (۲۰۱۲)
- مکانی آن سوی کاج‌ها (۲۰۱۲)
- ازنفس‌افتاده (۲۰۱۲)
- زرد (فیلم ۲۰۱۲)
- گروگان (۲۰۱۳)
- شیطان در جزئیات است (۲۰۱۳)
- ناگهانی (۲۰۱۳)
- زندگی بهتر از طریق شیمی (۲۰۱۴)
- یکسان (۲۰۱۴)
- شهر گناه: بانویی که به خاطرش می‌کشم (۲۰۱۴)
- پیغام‌رسان را بکش (۲۰۱۴)
- بلک‌وی (۲۰۱۵)
- گروه رفقا (۲۰۱۶)
- یادداشت‌های پدرم (۲۰۱۶)
- داستان ازدواج (۲۰۱۹)
- هالووین هیوبی (۲۰۲۰)
- قدیسان فراوان نیوآرک (۲۰۲۱)
- آخرین راز (۲۰۲۲)
- خرس کوکائینی (۲۰۲۳)
- بهشت احمق‌ها (۲۰۲۳)
- آب‌های خطرناک (۲۰۲۳)
- ۲۹ آوریل ۱۹۹۲ (۲۰۲۴)
- جسم (۲۰۲۴)